# Gavutu
Gavutu er en lille ø i centralprovinsen af Salomonøerne. Den er ca. 500 meter lang og er en af Nggelaøerne (også kaldet Floridaøerne). 
Sammen med den nærliggende ø Tanambogo spillede den en vigtig rolle i slaget om Guadalcanal under 2. verdenskrig. I 1942 forsøgte japanerne at etablere en base for flyvebåde på øen. Den 7. – 9. august 1942 under Slaget om Tulagi og Gavutu–Tanambogo angreb og besatte amerikanske marinesoldater øen.
9°7′00″S 160°11′20″Ø / 9.11667°S 160.18889°Ø